# Bartłomiej Biskup
Bartłomiej Biskup – polski politolog, dr hab., adiunkt Katedry Socjologii Polityki i Marketingu Politycznego Wydziału Nauk Politycznych i Studiów Międzynarodowych Uniwersytetu Warszawskiego.

## Życiorys
Pochodzi z Podkarpacia. 28 września 2007 obronił pracę doktorską Ewolucja strategii wyborczych w kampaniach parlamentarnych w Polsce w latach 1991–2001, następnie uzyskał stopień doktora habilitowanego. Został zatrudniony na stanowisku adiunkta w Katedrze Socjologii Polityki i Marketingu Politycznego na Wydziale Nauk Politycznych i Studiów Międzynarodowych Uniwersytetu Warszawskiego, pracował także na Wydziale Nauk Politycznych Akademii Humanistycznej im. Aleksandra Gieysztora w Pułtusku.

## Odznaczenia i wyróżnienia
- Srebrny Medal „Zasłużony dla Nauki Polskiej Sapientia et Veritas” (2023)[4]